# Martyna Cebulska
Martyna Magdalena Cebulska (ur. 20 listopada 1991 w Ostrowie Wielkopolskim) – polska koszykarka, występująca na pozycji rozgrywającej.
4 czerwca 2019 dołączyła do JAS-FBG Zagłębia Sosnowiec.
26 sierpnia 2020 została zawodniczką Ślęzy Wrocław.

## Osiągnięcia
Stan na 17 listopada 2021, na podstawie, o ile nie zaznaczono inaczej.
Klubowe
- Awans do PLKK z Ostrovią Ostrów Wielkopolski (2016)

Indywidualne
- Liderka w skuteczności rzutów za 3 punkty I ligi (2020)

Reprezentacja
- Brązowa medalistka mistrzostw Europy U–20 (2011)
- Uczestniczka Eurobasketu U–20 (2010 – 9. miejsce, 2011)